# 章射基
章射基（？—？），本籍浙江會稽，吏員出身，中國清朝官員。於1747年上任新港巡檢，隸屬於台灣道台灣府，為台灣清治時期的地方官員，該官職主要從事新港之管理事務。